# Mewing
Le mewing est une forme d'entraînement à la posture orale censée améliorer l'aspect extérieur de la mâchoire et la structure du visage. Son nom provient de celui de Mike et John Mew, les orthodontistes britanniques controversés qui ont créé cette technique dans le cadre d'une pratique appelée « orthotropie ». Il s'agit de placer la langue sur le palais et d'appliquer une pression, dans le but de modifier la structure des mâchoires,. Aucune recherche scientifique crédible n’a jamais prouvé l’efficacité des orthotropes.
De nombreux orthodontistes estiment qu'il manque des preuves pour asseoir le mewing en tant que traitement alternatif viable à la chirurgie orthognathique,. Mike Mew a été expulsé de la British Orthodontic Society et fait face à un procès pour mauvaises pratiques pour avoir porté préjudice à des patients enfants ayant subi ses traitements,. Pendant que Mike Mew dénigre l'orthodontie traditionnelle, ses traitements orthotropes pour les jeunes enfants coûtent 12 500 £ pour 36 mois et impliquent le port d'un casque, d'un collier et d'appareils d'expansion dans la bouche.
Depuis 2019, le mewing a reçu une large couverture médiatique en raison de sa viralité sur les réseaux sociaux, en particulier dans les sous-cultures incel et  du looksmaxxing,. Les données de Google Trends indiquent une augmentation de l'intérêt et de la popularité mondiale pour le « Mewing » à partir de janvier 2019. Selon un article de 2024 paru dans The Independent, certains enseignants affirment que leurs élèves font des gestes vers leur mâchoire pour indiquer qu'ils pratiquent le mewing et ne souhaitent pas répondre aux questions qui leur sont posées.